# Trichosporeae
Trichosporeae Nees, 1825 è una tribù di piante angiosperme appartenenti alla famiglia Gesneriaceae (sottofamiglia Didymocarpoideae).

## Etimologia
Il nome deriva dal genere Trichosporum D. Don, 1822 la cui etimologia deriva a sua volta da due parole greche: "tricho" (= capelli, peli) e "sporo" (= seme o spora). Insieme queste due parole significano: spore con peli. È da notare che i semi delle specie del genere Trichosporum sono dotati di appendici filiformi. In realtà il genere Trichosporum attualmente si chiama Aeschynanthus Jack, 1823 (Trichosporum è quindi un sinonimo). La tribù comunque ha acquisito la denominazione di quest'ultimo genere in quanto è stato definito pubblicamente un anno prima.
Il nome scientifico della tribù è stato definito per la prima volta dal botanico, entomologo e fisico tedesco Christian Gottfried Daniel Nees von Esenbeck (Reichelsheim, 14 febbraio 1776 – Breslavia, 16 marzo 1858) nella pubblicazione "Flora; oder, (allgemeine) botanische Zeitung. Regensburg, Jena - 8: 143" del 1825.

## Descrizione

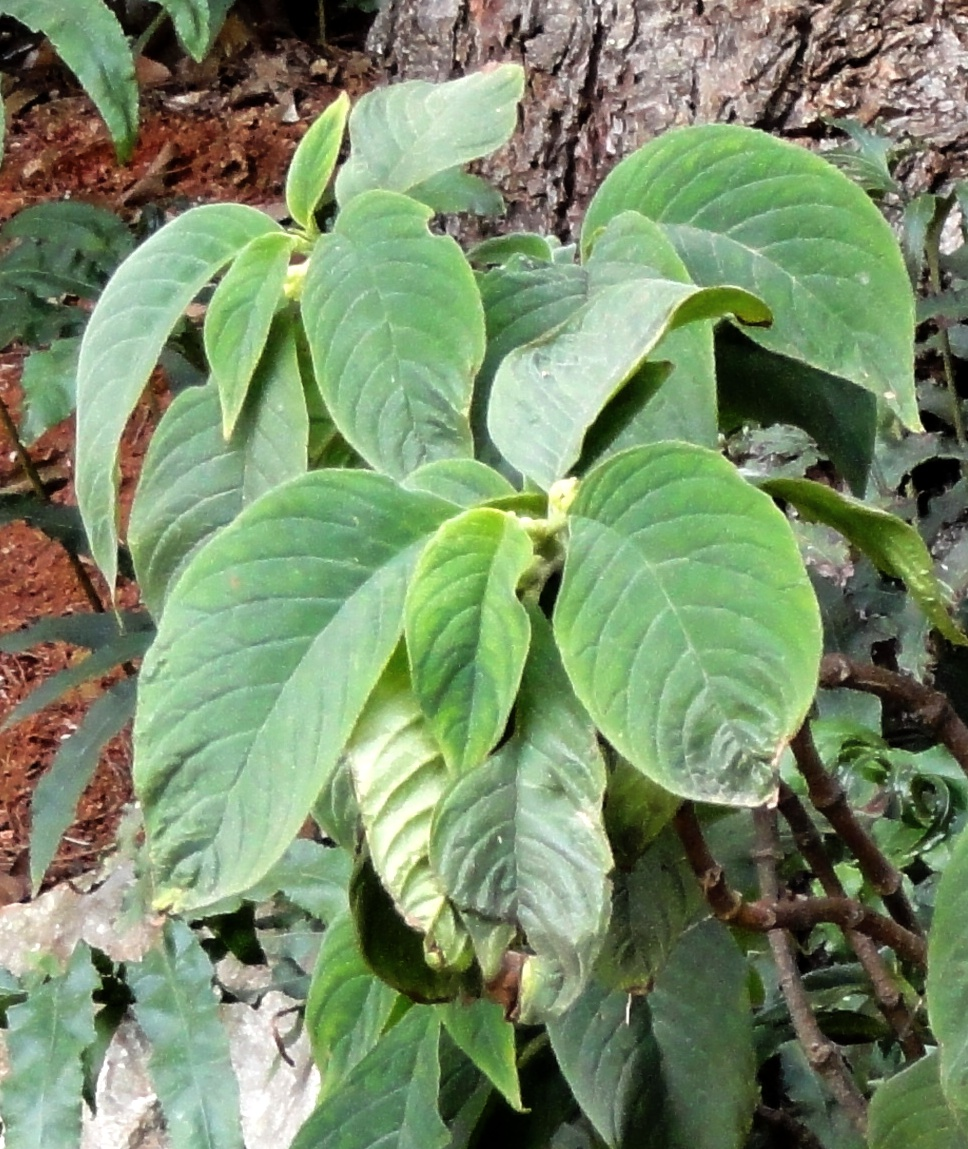
Le foglie
(Anna mollifolia)

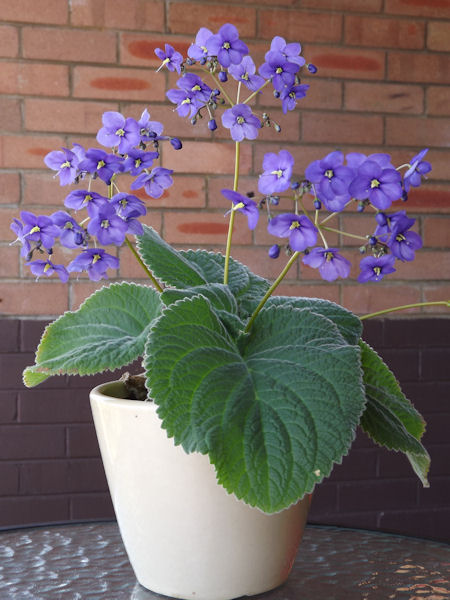
Infiorescenza
(Boea hygroscopica)

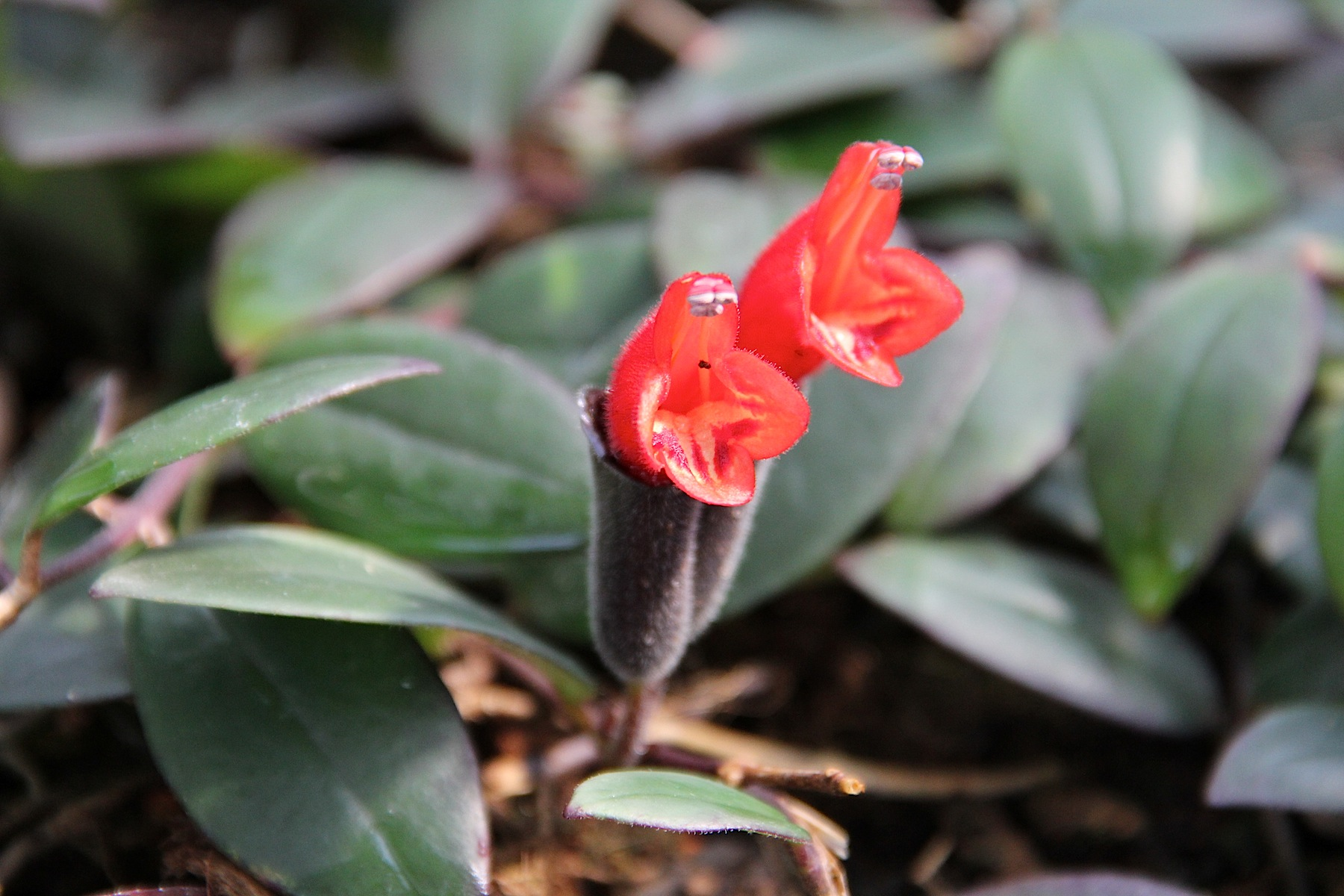
I fiori
(Aeschynanthus lobbianus)

### Portamento
Il portamento delle specie di questa tribù è erbaceo o legnoso con cicli biologici perenni o raramente annuali. Le specie perenni sono policarpiche di tipo caulescenti o acaulescenti. Gli steli sono privi di fasci midollari e condotti secretori (presenti nell'altra tribù della sottofamiglia); ed è presente almeno un singolo allungato internodo. Una particolarità è che l'embrione di queste piante consiste di due cotiledoni differenti in dimensione (microcotiledone e macrocotiledone), mentre normalmente nelle dicotiledoni i due cotiledoni sono più o meno simili.

### Foglie
Le foglie sono molte; lungo il caule sono disposte in modo opposto o meno comunemente in modo alternato. La struttura delle foglie è variabile.

### Infiorescenze
Le infiorescenze sono cimose e per lo più formate da copie di fiori quasi sempre emergenti dalle ascelle delle foglie; raramente sono ridotte a un solo fiore.

### Fiori
I fiori sono ermafroditi, zigomorfi (raramente sono attinomorfi) e tetraciclici (ossia formati da 4 verticilli: calice– corolla – androceo – gineceo) e più o meno pentameri (ogni verticillo ha 5 elementi).
- Formula fiorale:

* K (5), [C (2 + 3), A (2 + 2 + 1)], G (2), supero/infero, capsula/bacca.
- Il calice, gamosepalo, è composto da 5 sepali connati.

- La corolla, gamopetala, è composta da 5 petali connati, embricati e raggruppati in modo bilabiato (due petali per un labbro e tre petali per l'altro). Spesso è provvista di una parte basale tubolare (o imbutiforme o campanulata).

- L'androceo è formato da 2 o 4 stami fertili (se gli stami sono 4 sono di tipo didinamo); spesso adnati alla corolla (epipetali). Le antere sono saldate a copie o tutte insieme (coerenti).[8] Le teche delle antere in genere sono divaricate oppure parallele; la deiscenza è quasi sempre longitudinale. Può essere presente uno o più staminoidi. Il nettario ha la forma di un anello o di una cupola. I granuli pollinici in genere sono tricolporati o (raramente) tricolpati.[11]

- Il gineceo ha un ovario bicarpellare con forme allungate, spesso lungo-cilindriche. A volte il carpello più basso è sterile. Il tipo di ovario è usualmente uniloculare con placente lamelliformi oppure da ricurve a revolute. In questo gruppo l'ovario è supero. Lo stilo è snello con un stigma poco appariscente di tipo capitato o leggermente bilobo. Gli ovuli sono numerosi sia anatropi che emitropi (con nocella ricurva) per ogni loculo, ed hanno un solo tegumento e sono tenuinucellati. I cotiledoni sono asimmetrici.[12]

### Frutti
I frutti sono delle capsule con forme da allungate a lunghe a volte contorte, a consistenza secca (raramente sono carnose). La deiscenza è varia, ma normalmente è setticida (raramente è loculicida); sono presenti anche frutti indeiscenti. I semi sono piccoli (l'endosperma può essere presente come no); spesso è presente una testa ornamentale di cellule; in pochi generi sono presenti alcune appendici filiformi.

## Biologia
Le specie di questo raggruppamento si riproducono per limpollinazione tramite insetti (impollinazione entomogama) o uccelli (impollinazione ornitogama). .
La dispersione dei semi avviene inizialmente a causa del vento (dispersione anemocora); una volta caduti a terra sono dispersi soprattutto da insetti tipo formiche (mirmecoria). Altre dispersioni sono possibili come ad esempio i semi pelosi del genere Aeschynanthus hanno contribuito alla dispersione attraverso il Pacifico meridionale; un altro gruppo di generi hanno dei frutti a forma di spirale contorta e liberano i semi gradualmente nel tempo facilitando così la loro dispersione.

## Distribuzione e habitat
La distribuzione delle specie di questa tribù è relativa al Vecchio Mondo, soprattutto Asia (e Malaysia) con alcune specie in Africa (Madagascar), Australia e areale del Pacifico.

## Tassonomia
La famiglia Gesneriaceae comprende 152 generi con circa 3500 specie, distribuite soprattutto nell'area tropicale e subtropicale tra il Vecchio e Nuovo Mondo. La famiglia è suddivisa in tre sottofamiglie. La tribù Trichosporeae appartiene alla sottofamiglia Didymocarpoideae.

### Composizione della tribù
La tribù è suddivisa in 10 sottotribù, 66 generi e oltre 1800 specie.
- Sottotribù Corallodiscinae

- Corallodiscus Batalin, 1892 (6 spp.)

- Sottotribù Didissandrinae

- Didissandra C.B. Clarke, 1883 (8 spp.)
- Tribounia D.J.Middleton, 2012 (2 spp.)

- Sottotribù Didymocarpinae

- Aeschynanthus Jack, 1823 (189 spp.)
- Agalmyla Blume, 1826 (96 spp.)
- Allostigma W.T. Wang, 1984 (1 sp.)
- Anna Pellegr., 1930 (4 spp.)
- Billolivia D.J.Middleton, 2014 (17 spp.)
- Bournea Oliv., 1893 (2 spp.)
- Briggsiopsis K.Y. Pan, 1985 (1 sp.)
- Cathayanthe Chun, 1946 (1 sp.)
- Chayamaritia D.J.Middleton & Mich.Möller (3 spp.)
- Codonoboea Ridl.,1923 (130 spp.)
- Conandron Sieb. & Zucc., 1843 (1 sp.)
- Cyrtandra J.R. & G. Forst., 1775 (686 spp.)
- Didymocarpus Wall., 1819 (103 spp.)
- Didymostigma W.T. Wang, 1984 (2 spp.)
- Glabrella Mich.Möller & W.H.Chen, 2014 (4 spp.)
- Gyrocheilos W.T. Wang, 1981 (4 spp.)
- Hemiboea C.B. Clarke, 1798 (45 spp.)
- Henckelia Spreng., 1817 (83 spp.)
- Hequnia Yin Z.Wang & F.P.Liu, 2024 (1 sp.)
- Hexatheca C.B. Clarke, 1883 (4 spp.)
- Langbiangia Luu, C.L.Hsieh & K.F.Chung, 2023 (1 sp.)
- Liebigia Endl., 1841 (12 spp.)
- Loxostigma C.B. Clarke, 1883 (14 spp.)
- Lysionotus D. Don, 1822 (36 spp.)
- Metapetrocosmea W.T. Wang, 1981 (11 spp.)
- Michaelmoelleria F.Wen, Y.G.Wei & T.V.Do, 2020 (1 sp.)
- Microchirita (C.B.Clarke) Yin Z.Wang, 2011 (55 spp.)
- Oreocharis Benth., 1876 (157 spp.)
- Palmatiboea F.P.Liu & Yin Z.Wang, 2024 (11 spp.)
- Petrocodon Hance, 1883 (56 spp.)
- Petrocosmea Oliv., 1887 (67 spp.)
- Primulina  Hance, 1883 (240 spp.)
- Pseudochirita W.T. Wang, 1983 (2 spp.)
- Rachunia D.J.Middleton & C.Puglisi, 2018 (1 sp.)
- Raphiocarpus Chun, 1946 (18 specie)
- Ridleyandra A. Weber & B.L. Burtt, 1998 (30 spp.)
- Sepikea Schltr., 1923 (1 sp.)

- Sottotribù Jerdoniinae

- Jerdonia Wight, 1848 (1 sp.)

- Sottotribù Leptoboeinae

- Beccarinda Kuntze, 1891 (9 spp.)
- Boeica C.B. Clarke, 1874 (16 sp.)
- Championia Gardn., 1846 (1 sp.)
- Leptoboea Benth., 1876 (2 spp.)
- Platystemma Wall., 1831 (1 sp.)
- Rhynchotechum Blume, 1826 (24 spp.)

- Sottotribù Litostigminae

- Litostigma Y.G.Wei, F.Wen & Mich.Möller, 2010 (4 spp.)

- Sottotribù Loxocarpinae

- Boea Lam., 1785 (13 spp.)
- Damrongia Kerr ex Craib, 1918 (11 spp.)
- Dorcoceras Bunge, 1833 (7 spp.)
- Emarhendia Kiew, A. Weber & B.L. Burtt, 1998 (1 sp.)
- Kaisupeea B.L. Burtt, 2001 (3 spp.)
- Loxocarpus R.Br., 1840 (26 spp.)
- Middletonia C.Puglisi, 2016 (5 spp.)
- Orchadocarpa Ridl., 1905 (1 sp.)
- Ornithoboea C.B. Clarke, 1883 (17 spp.)
- Paraboea (C.B. Clarke) Ridl., 1905 (152 spp.)
- Rhabdothamnopsis Hemsl., 1903 (1 sp.)
- Senyumia Kiew, A. Weber & B.L. Burtt, 1998 (2 spp.)
- Somrania D.J.Middleton, 2012 (3 spp.)
- Spelaeanthus Kiew, A. Weber & B.L. Burtt, 1998 (2 spp.)

- Sottotribù Ramondinae

- Haberlea Friv., 1835 (1 sp.)
- Ramonda Rich., 1805 (4 spp.)

- Sottotribù Streptocarpinae

- Streptocarpus Lindl., 1828 (184 spp)

- Sottotribù Tetraphylloidinae

- Tetraphyllum Griff. ex C.B.Clarke, 1883 (3 spp.)

### Filogenesi

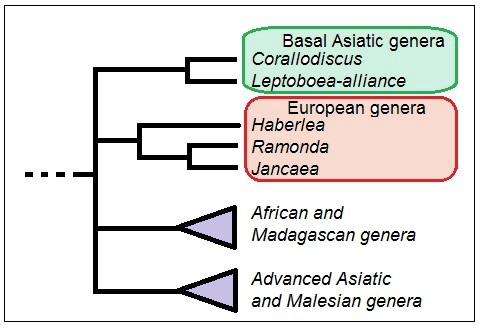
Cladogramma della tribù

Attualmente la tribù di questa voce è un amalgama di tribù tradizionalmente definite (Ramondeae, Rhynchotecheae, Saintpaulieae, Cyrtandreae, e altre) ma che nelle ultime analisi di tipo filogenetico si sono dimostrate poli/parafiletiche. Le due ultime tribù risultano sicuramente polifiletiche. Altri studi hanno dimostrato, in base alle attuali conoscenze, l'impossibilità di suddividere precisamente in distinte alleanze questo gruppo, che per il momento è raccolto in un'unica tribù. Per il momento solamente il gruppo comprendente i generi europei e africani rappresenta un clade ben supportato, mentre le relazioni tra i gruppi asiatici e malesiani sono ancora poco conosciute.
Anche la tribù Ramondeae, formata unicamente da generi con fiori attinomorfi e considerati "primitivi" rispetto alla maggioranza dei generi zigomorfi del resto del gruppo, in base a recenti studi molecolari si è dimostrata un gruppo innaturale in quanto sparsa su più cladi altrimenti zigomorfi. Nello studio precedentemente citato sono stati individuati all'interno della tribù 7 cladi (l'ultimo clade ha 6 lignaggi), ma il numero dei campioni è stato troppo esiguo per generalizzare questi risultati.
La tribù è suddivisa in 4 gruppi informali:
- "The Basal Asiatic genera" (Gruppo basale asiatico).Questo gruppo è composto da due cladi principali: (1) il genere Corallodiscus e (2) il Leptoboea-alliance.

- Il genere Corallodiscus è un piccolo genere distribuito in Cina con piante con portamento a rosetta basale, fiori con quattro stami e con le capsule a deiscenza setticida. Questi caratteri sono molto vicini al genere europeo Haberlea.
- Il gruppo Leptoboea-alliance è composto dal resto dei generi le cui specie sono in prevalenza arbusti ad alto fusto (ma anche erbe) con frutti a 4 valve con deiscenza sia setticida che lucolicida, ma anche frutti indeiscenti.

- "The European genera" (Generi europei). Questo gruppo europeo è formato da tre generi chiaramente correlati: Haberlea è probabilmente "fratello" del gruppo Ramonda-Jancaea. I frutti di queste specie hanno spesso la deiscenza setticida come in Corallodiscus.
- "The African and Madagascan genera" (Generi dell'Africa e del Madagascar). Questo gruppo in base alle ricerche molecolari risulta monofiletico, nonostante la grande eterogeneità morfologica del gruppo. I cinque piccoli generi Saintpaulia, Linnaeopsis, Schizoboea, Colpogyne e Hovanella sono nidificati in Streptocarpus. Il genere Streptocarpus con la frutta intrecciata sembra essere il più primitivo (forse origine di tutti gli altri).
- "The advanced Asiatic and Malesian genera" (Generi recenti dell'Asia e della Malaysia). Si tratta di un gruppo variamente assemblato e molto eterogeneo di generi le cui relazioni sono poco conosciute. Alcune ricerche molecolari hanno evidenziato diverse situazioni sia polifiletiche che parafiletiche. Attualmente i legami nella costruzione di questo gruppo sono dovuti soprattutto a somiglianze morfologiche e di altro tipo (le caratteristiche dei fiori, dei frutti, o la distribuzione geografica o l'habitat). In genere (salvo altre indicazioni) i fiori sono zigomorfi, i frutti hanno delle forme diritte con deiscenza loculicida per due valve e i semi nella maggioranza dei casi sono privi di appendici. Per questo gruppo sono stati creati 13 raggruppamenti provvisori:[7][10]

- a): generi asiatici con portamento rosulato e fiori a 4 stami;
- b): generi asiatici con portamento rosulato e fiori a 2 stami (sono fertili quelli anteriori);
- c): generi asiatici con portamento rosulato e fiori a 2 stami (sono fertili quelli posteriori);
- d): generi asiatici con portamento rosulato e fiori attinomorfi;
- e): generi asiatici con specie caulescenti, trapuntate e con fiori a 4 stami;
- f): generi "Briggsia alleati" con semi puntati o appendici terminali;
- g): generi asiatici con fiori a 4 stami e frutti di tipo follicolare (secchi e deiscenti);
- h): generi asiatici con piante caulescenti, trapuntate e con fiori a 2 stami;
- i): generi malesiani con fiori a 4 stami;
- j): generi malesiani (e asiatici) con soprattutto fiori a 4 stami e semi con appendici;
- k): generi malesiani con fiori a 4 stami e frutti diritti;
- m): generi malesiani (e asiatici) con fiori a 2 stami e frutti per lo più a portamento ritorto;
- n): generi malesiano-pacifici (e asiatici) con frutti indeiscenti.

Una sinapomorfia di questo gruppo è la placentazione lamelliforme e ovuli ristretti nella parte finale.

## Usi
L'impiego di queste piante è soprattutto nel giardinaggio decorativo.